# Мансвил (Њујорк)
Мансвил (енгл. Mannsville) град је у америчкој савезној држави Њујорк.

## Демографија
По попису из 2010. године број становника је 354, што је 46 (-11,5%) становника мање него 2000. године.
| Група             | 2000.       | 2010.       |
| Белци             | 396 (99,0%) | 345 (97,5%) |
| Афроамериканци    | 0 (0,0%)    | 0 (0,0%)    |
| Азијати           | 1 (0,3%)    | 3 (0,8%)    |
| Хиспаноамериканци | 2 (0,5%)    | 5 (1,4%)    |
| Укупно            | 400         | 354         |